# فریتاون شرقی (ماساچوست)
فریتاون شرقی (به انگلیسی: East Freetown) یک منطقهٔ مسکونی در ایالات متحده آمریکا است که در ماساچوست واقع شده‌است.